# Кучугуровское сельское поселение
Кучугуровское сельское поселение — муниципальное образование в Нижнедевицком районе Воронежской области.
Административный центр — посёлок совхоза «Нижнедевицкий».

## Административное деление
В состав поселения входят:
- посёлок совхоза «Нижнедевицкий»
- село Кучугуры
- хутор Парный
- хутор Парточки
- хутор Широкий